# Johan Wilhelm Lode
Johan Wilhelm Lode, född 1673, död 1754, var en svensk militär.
Johan Wilhelm Lode var son till ryttmästare Reinhold Lode och Anna Helena von Wrangell samt bror till Reinhold Lode. Han blev officer 1695 och var kapten vid Schulenburgs regemente under hertigen av Savojen 1698–1700. Lode blev livdrabant 1701 och följde Karl XII till Bender.År  1711 blev han korpral vid Livdrabantkåren, överstelöjtnant vid Närke-Värmlands regemente 1716, sekundöverste vid Västgöta femmänningsinfanteriregemente 1717, överstelöjtnant vid Savolax regemente||[när?] samt var överste och chef för Björneborgs läns infanteriregemente 1733–1741. Enligt sin meritlista hade han deltagit vid Bryssel, Namur, Narva, Riga, Klissow, Putulsk, Thorn, Reusch-Lemberg, Fraustadt, Holofzin, Horodno, Poltava, kalabaliken i Bender, Stresow och belägringen av Stralsund utan att bli sårad.